# Туристичка организација Петровац на Млави
| Туристичка организација Петровац на Млави |                                                |
|                                           |                                                |
| Оснивач                                   | Општина Петровац на Млави                      |
| Основана:                                 | 2005.                                          |
| Седиште:                                  | Радета Московића 15 · Петровац на Млави Србија |
| Директор:                                 | Сузана Милошевић                               |
| Веб презентација                          | ТО Петровац на Млави                           |

Туристичка организација Петровац на Млави је јавна установа општине Петровац на Млави, основана 16. децембра 2005. године, за послове развоја, очувања и заштите туристичких вредности.
Програм рада Туристичке организације одређен је значајним планским документима као што су Пословни (Мастер) план „Стиг – Kучајске планине – Бељаница” којим је Влада Србије одредила приоритетне туристичке дестинације. Општина Петровац на Млави тиме је и званично проглашена туристичким подручјем од значаја за Републику Србију.

## Делатност Туристичке организације
Делатност Туристичке организације општине Петровац на Млави одређена је чланом 41. Закона о туризму и Статутом Туристичке организације.  У члану 7. Статута прецизира се да Туристичка организација општне Петровац на Млави обавља послове:
- Промоције и развоја туризма општине Петровац на Млави;
- Координирања активности и сарадње између привредних и других субјекта у туризму;
- Доношења годишњег програма рада и плана промотивних активности;
- Обезбеђења и унапређења информативно-пропагандног материјала;
- Прикупљања и објављивања информација о туристичкој понуди општине;
- Организовања и учешћа у организацији туристичких, научних, стручних, спортских, културних и других скупова и манифестација који доприносе развоју туризма у општини Петровац на Млави;
- Организовања туристичко – информативних центара;
- Управљача туристичког простора;
- Подстицања реализације програма изградње туристичке инфраструктуре и уређење простора;
- Израде, учешћа у изради, као и реализације домаћих и међународних пројеката из области туризма;
- Припреме и прикупљања података, састављање упитника, анализа и других информација;
- Друге активности у складу са Законом, Оснивачким актом и Статутом.

Туристичка организација општине Петровац на Млави остварује пуну сарадњу са чиниоцима у локалној средини, првенствено са онима чији је циљ бављење туризмом и развој туризма у општини.
У општини Петровац на Млави значајна активност усмерена је  на развој руралног (сеоског) туризма, јер је овој врсти туризма својствена одрживост. Општина располаже одличном основом у виду квалитетног смештаја у сеоским домаћинствима, тако да би се у будућности могао очекивати већи број лежаја. Наставила је развијену сарадњу са осталим туристичким организацијама Браничевског округа. Ова пракса континуирано се одржава, те се организују и заједнички наступи на Сајму туризма у Крагујевцу и Београду. Заједничким снагама се планирају и нови пројекти и заједнички туристички производи ЛТО Браничевског округа .
Промоција туристичке понуде врши се на више сајмова у земљи и иностранству. Најзначајнији Сајмови туризма у земљи на којима присуствује Туристичка организација општине Петровац на Млави су сајмови у Београду, Крагујевцу и Новом Саду. Осим сајмова ТО учествује и на пригодним фестивалима широм земље.
У току 2021. године је усвојен Програм развоја туризма општине Петровац на Млави, а у 2022. је стартовано са новом кампањом „Општина са два срца“ и концептом „Здравље, авантура, адреналин и култура“.
На територији општине Петровац на Млави постојећи кључни туристички производи везани су за:
- Рурални туризам - Туристички производ општине Петровац на Млави везан за рурални туризам најзаступљенији је у селима која гравитирају Рекреационо – угоститељском центру „Ждрело“, али и за села која привлаче већи број посетилаца током трајања манифестација. Највећи број смештајних капацитета у сеоским домаћинствима налази се на територијама насеља Ждрело и Мало Лаоле.
- Здравствени туризам - Општина Петровац на Млави је на туристичком тржишту у одређеној мери постала препознатљива одређеном броју посетилаца и по својим потенцијалима у области једног вида здравственог туризма. Превасходно се мисли на РУЦ „Ждрело”, али и на друге потенцијале којима општина располаже, а који укључују могућности за психофизичко окрепљење организма ( ваздух, рекреација, боравак у природи... ).
- Верски туризам - Општина је препознатљива по одређеном броју манастира на малом подручју (Витовница, Решковица, Света Тројица, ...). Неки од манастира налазе се и на територији суседних општина, међутим својом локацијом гравитирају општини Петровац на Млави ( Горњак ), а многи се налазе и у склопу комплементарног производа са другим општинама.
- Еко туризам - Физичке карактеристике општине и природни потенцијали којима располаже погодују развоју еко туризма, за који је задњих година на туристичком тржишту заинтересован све већи број људи. Општина привлачи велики број планинара и љубитеља природе.
- Авантуристички туризам - Рељефне карактеристике општине и близина великих градова (посебно Београда) условиле су да општина постане популарна дестинација за планинаре и љубитеље адреналинских спортова. У општини постоји и уређена пењачка стаза „VIA FERRATA“, као и добри терени за параглајдинг.
- Манифестациони туризам - Манифестације различитог карактера и тематике свакако представљају добар туристички садржај који туристима приближава културу и традицију овог краја. Исто тако стварају квалитетан садржај и заокружен туристички производ, као и извор додатних прихода локалном становништву (Сабор воденичара и помељара, Жумаријада, Дани млавско- хомољских пчелара, Бачијада, Сајам цвећа, спортске и ловне манифестације... ).

## Културно-историјски споменици
На подручју општине налази се велики број културно-историјских споменика, као и природних локалитета. Неки од најзначајнијих су:
- Манастир Витовница - налази се на 15 километара од Петровца на Млави. Основао га је краљ Милутин у 13.веку. Посвећен је Успењу Богородице. Посебно је познат по највећем духовнику новијег времена, Оцу Тадеју који је неко време службовао у овом манастиру и у њему сахрањен.
- Митрополија је  манастирски комплекс у Горњачкој клисури,  подигнут крајем 14. века. Данас су сачувани само мањи делови некадашње сакралне  грађевине.
- Црква Богородице Пречисте или Мала црква налази се на само 100 м источно од Митрополије, изнад извора 4 луле. Данас су сачувани само остаци некадашњег сакралног објекта.
- Манастир Решковица се налази у атару села Ждрело. Остаци манастира се налазеу подножју планине Вукан. Недалеко од остатака манастира, сазидан је нови манастир, као и пратећи објекти.
- Манастир Свете Тројице је манастирски комплекс смештен на узвишењу Мали Чукар недалеко од центра села Ждрело. Према предању стари манастир је подигао краљ Милутин крајем тринаестог века или почетком четрнаестог века. На темељима старог манастира локални мештанин је саградио нови и у њему се замонашио.
- Панарија је извор са малом капелом у атару села Забрђе. У народу постоји веровање да је вода лековита. Постанак извора се везује за легенду о страдању сестре Јелице.
- Утврђени средњовековни град Ждрело се налази у Горњачкој клисури. Данас су сачувани само остаци до којих се долази стрмом путањом.
- Беловоде је археолошко налазиште  неолитског порекла из 5400. године пре нове ере. Најзначајнију појаву на Беловодама представљају почеци металургије бакра. Велики  број експоната са налазишта се чува у Народном музеју у Београду и  Завичајном музеју у Петровцу на Млави.
- Бистрица је село у општини Петровац на Млави у коме је сачувано 9 старих воденица и једна ваљаљвица из 19. века. Налазе се у природном амбјенту уз реку Бистрицу и већина је и даље у функцији. Бистрица је и родно село првог српског олимпијског маратонца Драгутина Томашевића.
- Трест је излетиште које се налази  на западним обронцима Хомољских планина, изразитом брдско-планинском подручју. Овај шумски комплекс површине 1033 хектара удаљен је од Петровца на Млави двадесетак километара, а долази се  путем који води  за село и манастир Витовницу.
- Пешачко-бициклистичка стаза „Горњачка променада” обухвата потез од села Мало Лаоле до скретања за Ждрело. На њој се налазе табле туристичко – информативног садржаја, као и интерактивни тотем где посетиоци могу видети туристичке садржаје и остале потребне информације које се односе на општину Петровац на Млави. Са стазе се пружа прелеп поглед на Горњачку клисуру и Хомоље.
- Петровачки парк се простире дуж леве обале Млаве, на површини од око 5 хектара и једна је од омиљених локација за све узрасте у граду. У оквиру парка  уређена су игралишта за најмлађе и тениски терени. Дуж парка се протежу стазе за шетњу и рекреацију. Парк је осветљен, те је шетња могућа и у вечерњим часовима.
- Млавске терме - У термалним базенима у Ждрелу могуће је пливање током целе године. Комплекс хотела „Млавске терме” пружа и смештај, wellness и spa садржаје, док посебан доживљај представља купање у базенима на отвореном у току зимских месеци.